# 50-kV-Leitung Moosburg–München

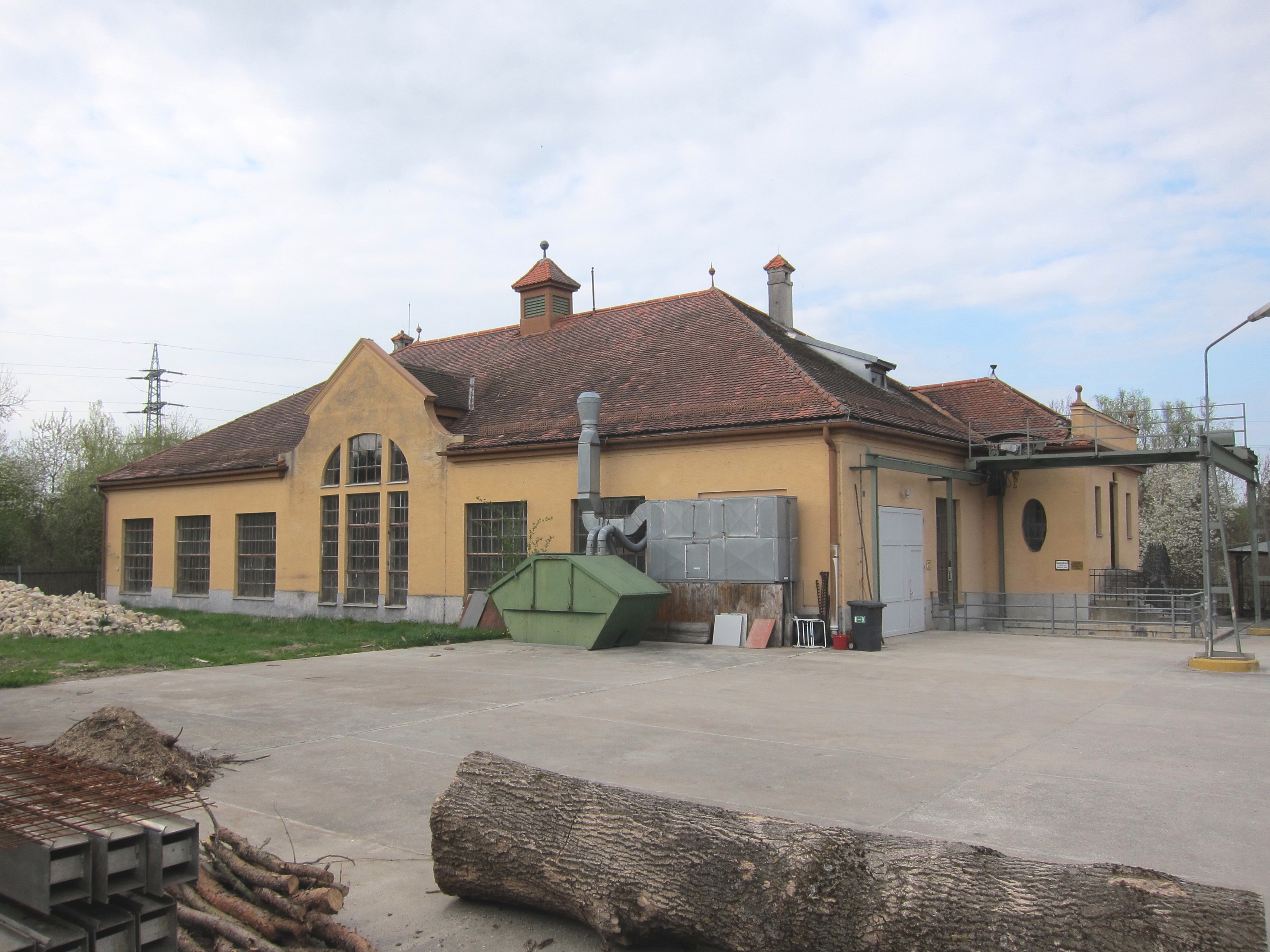
Altes Uppenbornwerk

Die 50-kV-Leitung Moosburg–München war die erste mit einer Spannung von 50 kV betriebene Hochspannungsleitung in Europa. Sie ging 1905 als Freileitung in Betrieb, hatte eine Länge von 53 Kilometern und verband die Uppenbornwerke bei Moosburg an der Isar mit München. Die Verbindung lief über Kupferseile (2 × 3 × 16 mm) auf zwei Systemen mit getrennten Traversen.